# Năng lượng vi từ

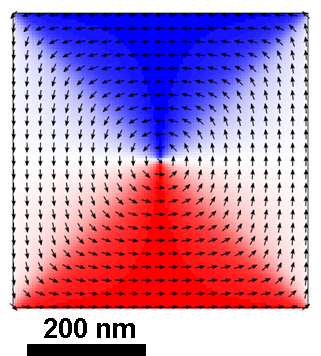
Một ví dụ tính toán sử dụng năng lượng vi từ học, một hình vuông permalloy cạnh 600 nm, dày 20 nm. Các dạng năng lượng chủ yếu chi phối trường hợp này là năng lượng dị hướng, năng lượng Zeeman và năng lượng từ giảo. Bài toán này được tối ưu hóa tính toán nhờ kết hợp với phương trình Landau-Liftshitz-Gilbert

Năng lượng vi từ (tiếng Anh: Micromagnetic energy) là tổng hợp các dạng năng lượng thể hiện các tương tác vi mô giữa các mômen từ với nhau và với trường tương tác bên ngoài trong một vật sắt từ. Năng lương vi từ có thể quy gọn thành năm số hạng: năng lượng trao đổi, năng lượng dị hướng, năng lượng tĩnh từ, năng lượng Zeeman, và năng lượng từ giảo. Sự cực tiểu hóa năng lượng tổng hợp sẽ quy định cấu trúc đômen của vật từ.

## Năng lượng trao đổi
Năng lượng trao đổi (Exchange energy) là dạng năng lượng có được do tương tác trao đổi giữa các spin cạnh nhau khi hàm sóng của điện tử phủ nhau, làm cho các spin song song với nhau,. Năng lượng này được cho bởi:
{\displaystyle E_{ex}=-2JS^{2}\sum _{ij}\cos {\psi _{ij}}}
với J, S lần lượt là tích phân trao đổi và độ lớn của spin, ψij là góc giữa hai spin i và j.

## Năng lượng dị hướng
Năng lượng dị hướng (Anisotropy energy) là dạng năng lượng liên quan đến các tính chất dị hướng của vật từ trong đó, quá trình từ hóa bị phụ thuộc vào phương từ hóa do sự định hướng ưu tiên của các mômen từ và do cấu trúc tinh thể của vật từ quy định. Có thể chia dạng năng lượng này thành hai số hạng: năng lượng dị hướng từ tinh thể và năng lượng dị hướng hình dạng.

### Năng lượng dị hướng từ tinh thể (Magnetocrystalline anistropy energy)
Năng lượng này liên quan đến sự dị hướng tạo ra do tính chất bất đẳng hướng của cấu trúc tinh thể. Mômen từ sẽ ưu tiên định hướng theo một trục (gọi là trục dễ từ hóa), và một trục khác (vuông góc với trục dễ) được gọi là trục khó sẽ hầu như không có mômen từ định hướng. Năng lượng dị hướng từ tinh thể là năng lượng cần thiết để quay mômen từ từ trục dễ sang trục khó. Năng lượng này phụ thuộc vào sự định hướng tương đối của mômen từ với các trục tinh thể và đối xứng tinh thể. Ví dụ như trong cấu trúc lập phương thì năng lượng dị hướng từ tinh thể cho bởi:
{\displaystyle E_{k}=\int _{V}\left[K_{1}(\alpha ^{2}\beta ^{2}+\beta ^{2}\gamma ^{2}+\gamma ^{2}\alpha ^{2})+K_{2}\alpha ^{2}\beta ^{2}\gamma ^{2}\right]dV}
với K1, K2 lần lượt là hằng số dị hướng từ tinh thể bậc 1, bậc 2; α, β, γ là các côsin chỉ phương giữa mômen từ với các trục tinh thể, V là thể tích vật từ.
Xem bài chi tiết Dị hướng từ tinh thể

### Năng lượng dị hướng hình dạng (Shape anistropy energy)
Là năng lượng có được do sự bất đối xứng trong quá trình từ hóa do hình dạng hình học của vật từ quy định. Do tương tác giữa các từ cực, sẽ xuất hiện một trường khử từ ngược với chiều từ hóa, chống lại sự từ hóa. Do đó, mômen từ sẽ có xu hướng định hướng theo trục dài của vật. Và số hạng năng lượng này được xác định bởi:
{\displaystyle E_{k}=\int _{V}K_{eff}sin^{2}\theta dV}
với
{\displaystyle K_{eff}={\frac {N_{b}-N_{a}}{2}}M^{2}}
Ở đây, Keff, M là dị hướng từ hiệu dụng và từ độ của vật từ; θ là góc giữa trục dài và phương từ hóa; Na, Nb là thừa số khử từ theo 2 trục vuông góc.

## Năng lượng tĩnh từ
Năng lượng tĩnh từ (Magnetostatic energy) là dạng năng lượng có được do sự phân bố các mômen từ trong vật từ. Sự phân bố bất đồng nhất các mômen từ sẽ dẫn đến việc xuất hiện các từ tích bề mặt và tạo ra hai dạng trường: nội trường (trường khử từ) và ngoại trường (trường phân tán bên ngoài vật). Năng lượng này được xác định bởi:
{\displaystyle E_{d}=-{\frac {\mu _{0}}{2}}\int _{V}{\vec {M}}.{\vec {H_{d}}}dV}
với μ0 là độ từ thẩm của chân không, Hd là trường tĩnh từ, được xác định bởi:
{\displaystyle {\vec {H_{d}}}={\frac {-1}{4\pi }}\int _{V}{\frac {\nabla .{\vec {M}}}{r^{2}}}dV+{\frac {1}{4\pi }}\int _{S}{\frac {{\vec {M}}.{\vec {n}}}{r^{2}}}dS}

## Năng lượng Zeeman
Năng lượng Zeeman là năng lượng có được do tương tác giữa mômen từ và từ trường ngoài và được cho bởi công thức:
{\displaystyle E_{z}=-\mu _{0}\int _{V}{\vec {M}}.{\vec {H}}dV}

## Năng lượng từ giảo
Năng lượng từ giảo (Magnetostrictive energy) là dạng năng lượng liên quan do hiệu ứng từ giảo, có được do sự biến đổi về hình dạng hình học của vật từ do từ trường ngoài (từ giảo thuận) hoặc sự thay đổi tính chất từ khi có sự thay đổi về thể tích hay hình dạng. Bản chất của hiện tượng từ giảo là do tương tác spin-quỹ đạo trong các điện tử trong vật liệu sắt từ. Hiện tượng từ giảo chỉ có thể xảy ra khi đám mây điện tử không có dạng đối xứng cầu và có tương tác spin-quỹ đạo mạnh. Dưới tác dụng của từ trường ngoài, sự phân bố của các điện tử (ở đây là mômen quỹ đạo) sẽ quay theo sự quay của mômen từ (mômen spin) từ hướng này sang hướng khác và từ giảo được tạo ra do sự thay đổi tương ứng của tương tác tĩnh điện giữa điện tử từ và điện tích của môi trường. Năng lượng này được cho bởi:
{\displaystyle E_{\lambda }=\int _{V}{\frac {3}{2}}\lambda _{s}\sigma \sin ^{2}\alpha dV}
với λs là từ giảo bão hòa của vật từ, σ là ứng suất cơ học trong vật, α là góc giữa véctơ từ độ và ứng suất cơ học.

## Năng lượng tổng cộng
Là tổng cộng của 5 số hạng năng lượng nói trên, cho bởi:
{\displaystyle E_{total}=E_{ex}+E_{k}+E_{d}+E_{z}+E_{\lambda }}
Cực tiểu hóa năng lượng tổng cộng sẽ quy định cấu trúc đômen của vật từ. Tùy vào hình dạng vật từ và cấu hình mômen từ mà có thể xuất hiện từng dạng năng lượng tuy nhiên sự cực tiểu hóa năng lượng tổng cộng luôn là điều kiện cần cho việc xác định trạng thái cân bằng của hệ spin. Ngoài ra, áp dụng phương trình Landau-Liftshitz-Gilbert có thể bổ sung đầy đủ hơn cho việc xác định các trạng thái của hệ từ. Xác định năng lượng tổng cộng là một trong những nội dung cơ bản của phương pháp vi từ học. Đôi khi, các số hạng có thể được viết dưới các dạng toán học khác trong các giáo trình khác nhau, nhưng cũng có cùng bản chất và đều có thể quy về một cách biểu diễn toán học.